# Cordylochernes octentoctus
Cordylochernes octentoctus är en spindeldjursart som först beskrevs av Luigi Balzan 1892.  Cordylochernes octentoctus ingår i släktet Cordylochernes och familjen blindklokrypare. Inga underarter finns listade i Catalogue of Life.